# Going Up the Country
Going Up the Country är en låt av bluesrockgruppen Canned Heat. Den lanserades som singel september 1968 och togs med på gruppens album Living the Blues. I Europa dröjde det dock till våren 1969 innan låten på allvar blev en hit. Den är skriven av Alan Wilson, efter inspiration från 1920-talskompositionen "Bull Doze Blues" av Henry Thomas. Multinstrumentalisten Jim Horn spelar låtens prominenta flöjtpartier. Det är främst dessa partier som är lånade från "Bull Doze Blues", fast då spelades de på "quills", en sorts afrikansk panflöjt.
Gruppen framförde låten på Woodstockfestivalen 1969, och den hörs som "introduktion" till dokumentärfilmen om festivalen. Studioinspelningen används i konsertfilmen, medan man på det tillhörande soundtrack-albumet hade med festivalinspelningen.

## Listplaceringar
- Billboard Hot 100, USA: #11[1]
- UK Singles Chart, Storbritannien: #19[2]
- Tyskland: #36[3]
- Nederländerna: #8[4]
- Kvällstoppen, Sverige: #5[5]
- Tio i topp, Sverige: #7[6]